# Ljungsjö (Öxnevalla socken, Västergötland)
Ljungsjö är en sjö i Marks kommun i Västergötland och ingår i Viskans huvudavrinningsområde. Sjön har en area på 0,0628 kvadratkilometer och ligger 58 meter över havet.

## Delavrinningsområde
Ljungsjö ingår i det delavrinningsområde (636519-130474) som SMHI kallar för Mynnar i Viskan. Medelhöjden är 64 meter över havet och ytan är 12,07 kvadratkilometer. Det finns inga avrinningsområden uppströms utan avrinningsområdet är högsta punkten. Öxnevallabäcken som avvattnar avrinningsområdet har biflödesordning 2, vilket innebär att vattnet flödar genom totalt 2 vattendrag innan det når havet efter 29 kilometer. Avrinningsområdet består mestadels av skog (46 %), öppen mark (11 %) och jordbruk (40 %). Avrinningsområdet har 0,06 kvadratkilometer vattenytor vilket ger det en sjöprocent på 0,5 %.